# Microcentrum simplex
Microcentrum simplex är en insektsart som beskrevs av Morgan Hebard 1932. Microcentrum simplex ingår i släktet Microcentrum och familjen vårtbitare. Inga underarter finns listade i Catalogue of Life.